# Schweiziske franc
Schweiziske franc eller schweizerfranc (forkortes SFr, tysk Schweizer Franken, fransk franc suisse, italiensk franco svizzero, rætoromansk franc svizzer) er den valuta som anvendes i Schweiz og Liechtenstein samt i Campione d'Italia, en italiensk enklave i Schweiz. Valutakoden er CHF.
1 franc = 100 Rappen (ty.), centimes (fr.), centesimi (it.), raps (ræt.).
Valutaen blev indført i 1850 og erstattede en række lokale valutaer. Den er i dag den eneste valuta i Europa som kaldes franc.
Valutaen udstedes af den Schweiziske Nationalbank (Schweizerische Nationalbank/Banque Nationale Suisse/Banca Nazionale Svizzera/Banca Naziunala Svizra, SNB) som er grundlagt i 1907 og har hovedkontor i Bern og Zürich.

## Enheder
- Mønter: ½, 1, 2 og 5 francs
  - Underenhed: 5, 10 og 20 rappen
- Sedler: 10, 20, 50, 100, 200 og 1000 francs

## Historie
Den Latinske møntunion (LMU) var et forsøg på i midten af 1800-talet at indføre en europæisk enhedsvaluta. Schweiz var et af grundlæggerlandene i LMU, som startede i 1865. De øvrige lande i LMU var Frankrig, Belgien og Italien. Grækenland tilsluttede sig i 1868.
I år 1914 ophørte samarbejdet. Schweiz har siden da ført en meget lukket pengepolitik.
Liechtenstein indførte schweiziske francs som valuta i 1924, hvor den afløste østrig-ungarske kroner. En egentlig valutatraktat mellem Schweiz og Liechtenstein kom dog først til 19. juni 1980.

### Valutakurs
I forbindelse med finanskrisen, skete der en stor stigning i kursen på francen. Den Schweiziske Nationalbank udtalte således i slutningen af juli 2011 at man betragtede kursniveauet som kraftigt overvurderet, og agtede som følge heraf at sænke renteniveauet og øge pengeudbuddet. Tre-måndeders-renten lå allerede på 0,25 %, og målet var således et niveau så tæt på nul, som muligt. Også et år tidligere havde man foretaget indgriben i markedet, da den høje kurs truede med resultere i deflation.